# Campo San Trovaso
Le Campo San Trovaso est une place de Venise, dans le sestiere de Dorsoduro, contrada San Trovaso.

## Toponymie
Il tire son nom de l'église San Trovaso (contraction vénitienne pour Saint Gervais et saint Protais).

## Description
Ce vaste campo est très connu du fait de sa position dans la ville proche des Zattere face à l’île de la Giudecca, mais aussi par deux points remarquables que sont l'église de San Trovaso et le Squero du même nom. Il est bordé au sud par le rio dei Ognissanti, et à l'est par le rio de San Trovaso. On y accède au sud par la fondameneta bonlini ou par le pont de la Scoazera et, au nord, par la fondamenta Toffetti ou le pont de San Trovaso. C'est un des rares Campi à posséder un espace vert.

## Monument et lieux remarquables
- Église San Trovaso
- Palazzo Barbarigo Nani Mocenigo
- Squero de San Trovaso

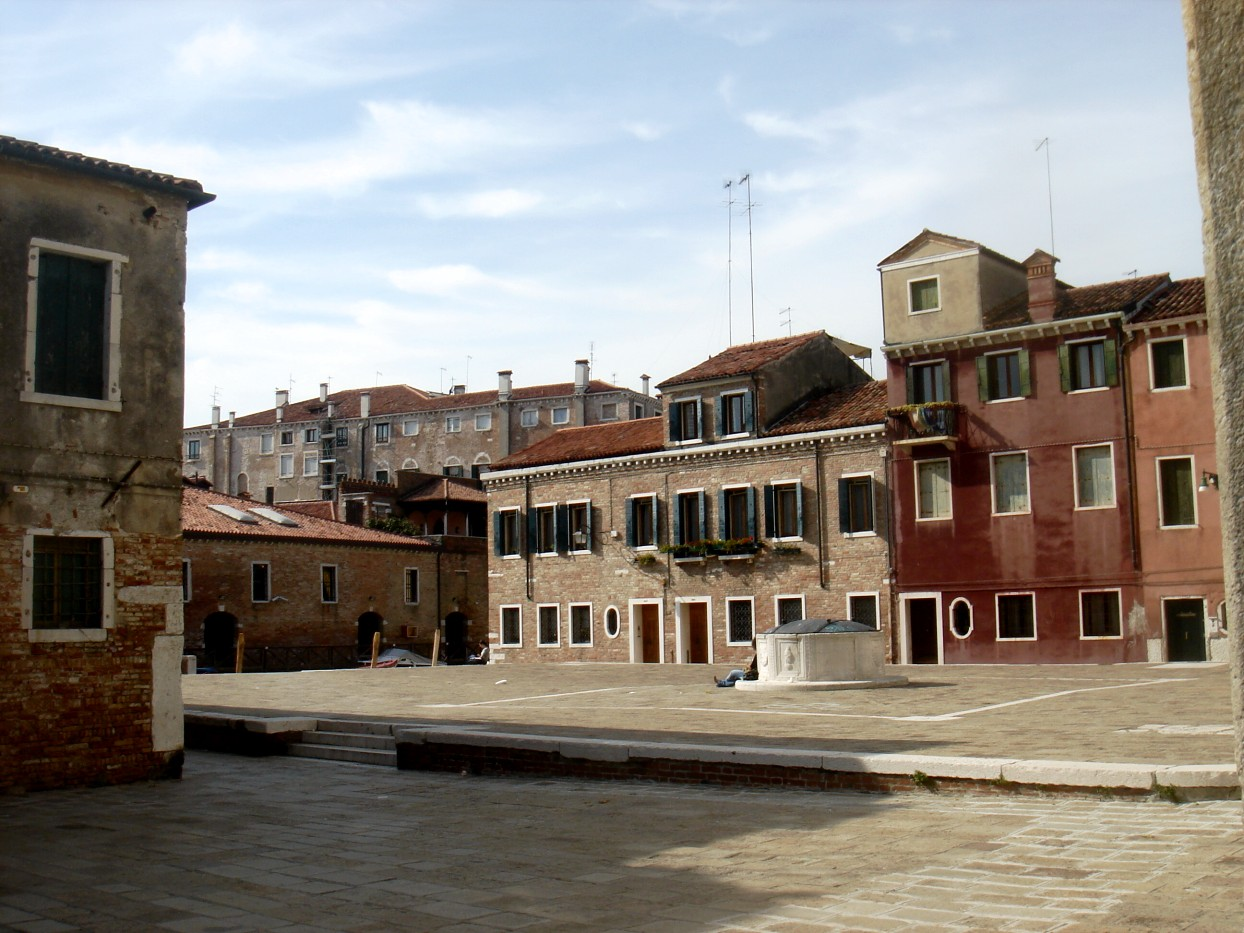
Campo San Trovaso
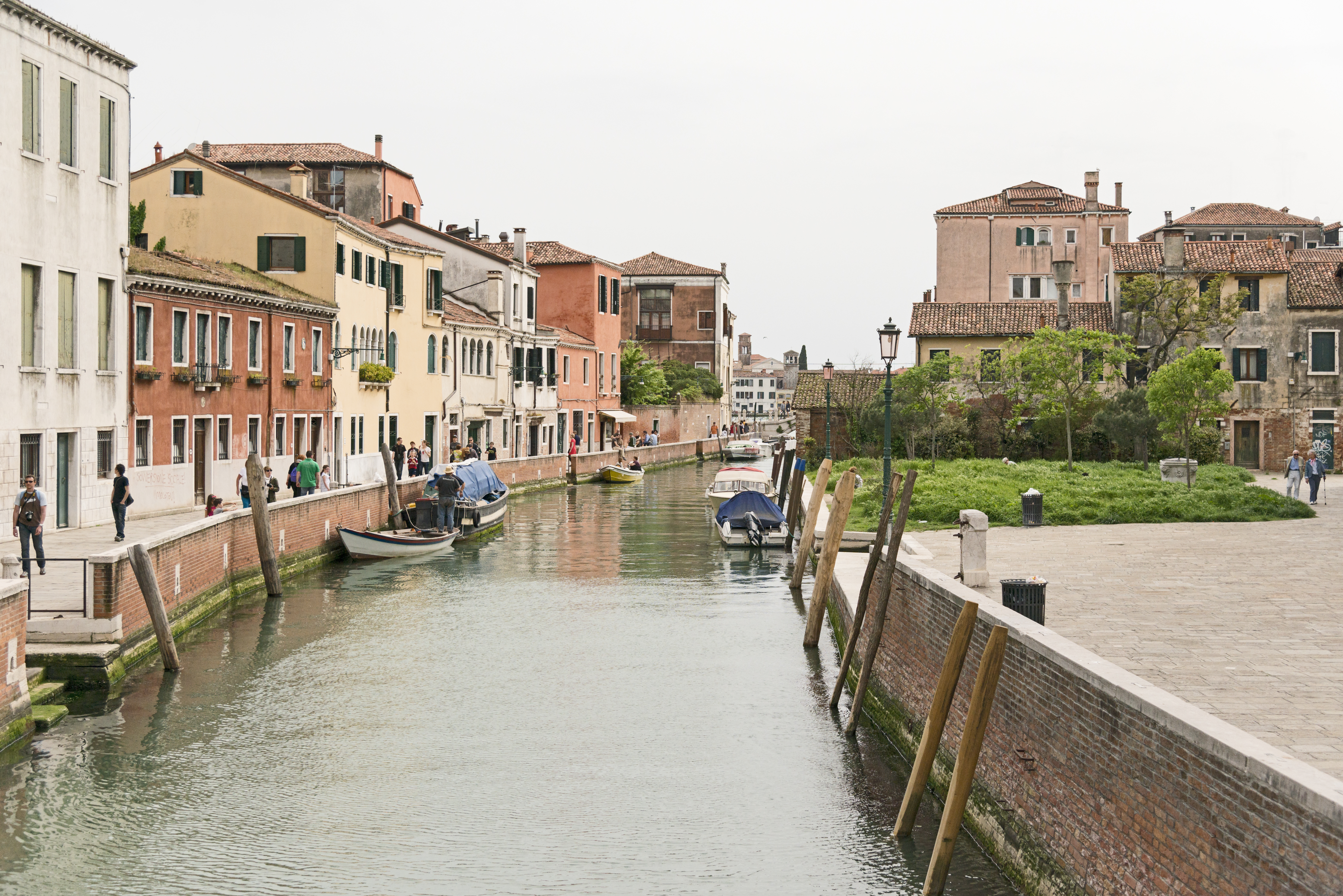
Rio et Campo San Trovaso
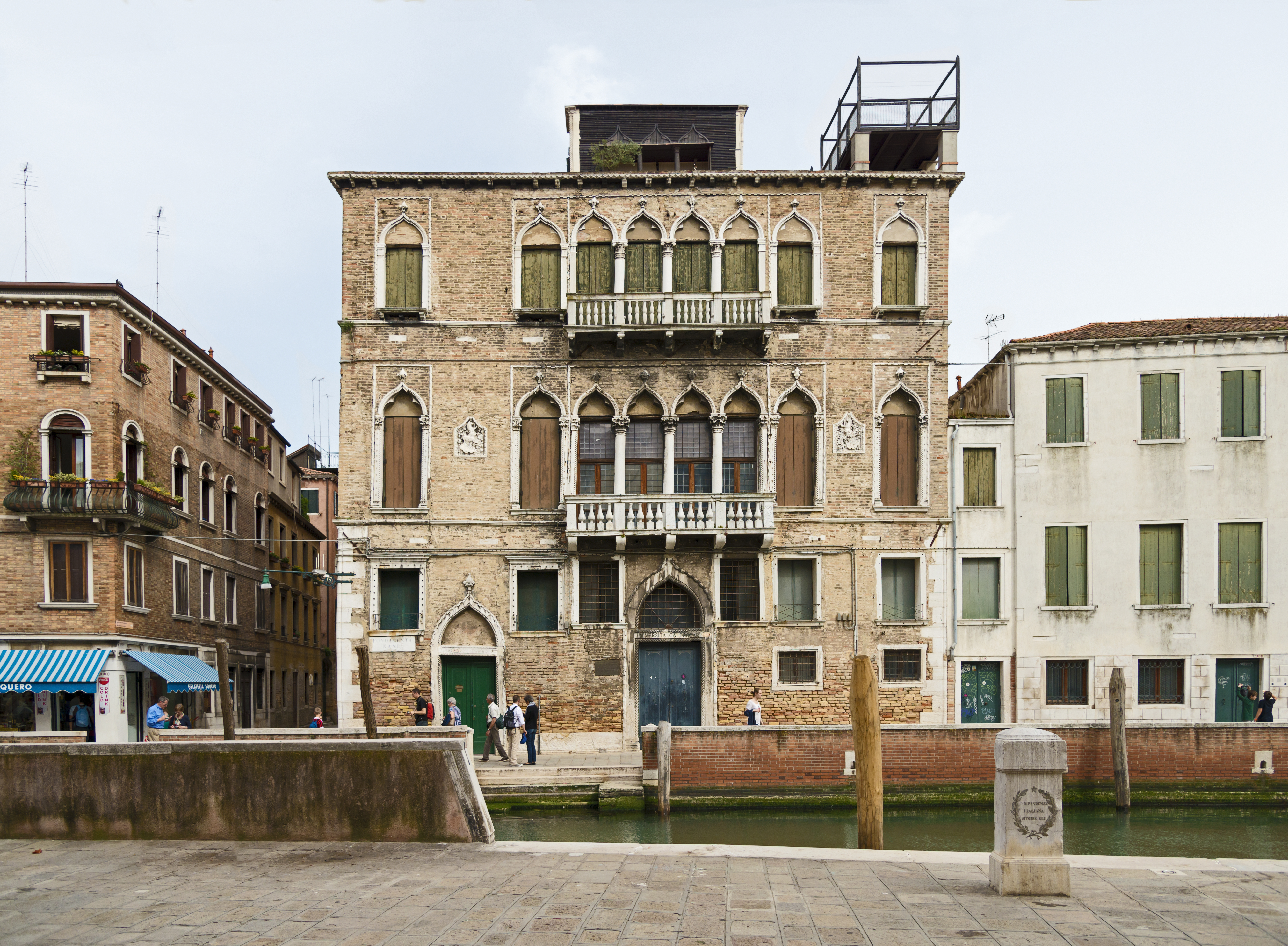
Palazzo Barbarigo Nani Mocenigo
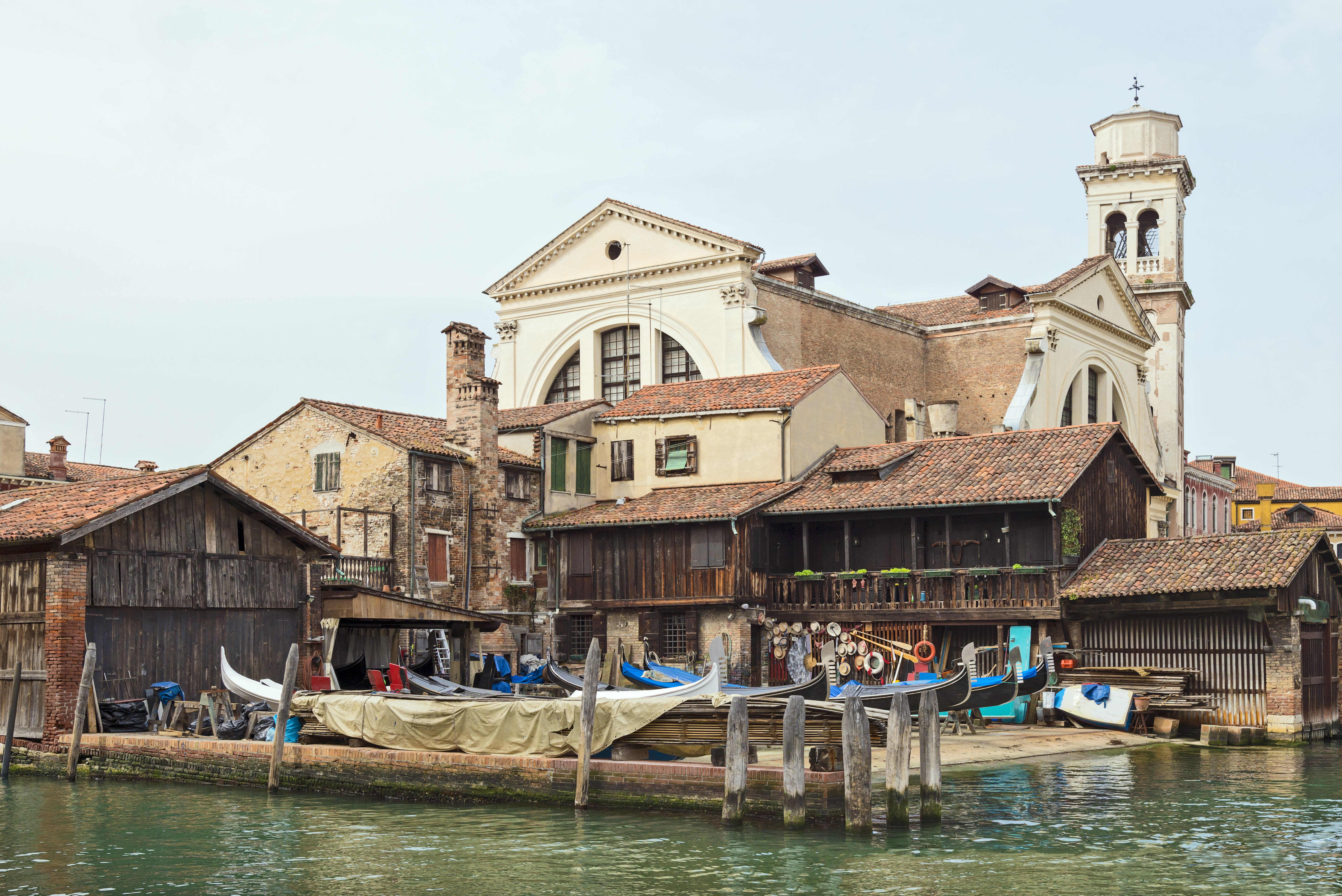
Squero di San Trovaso
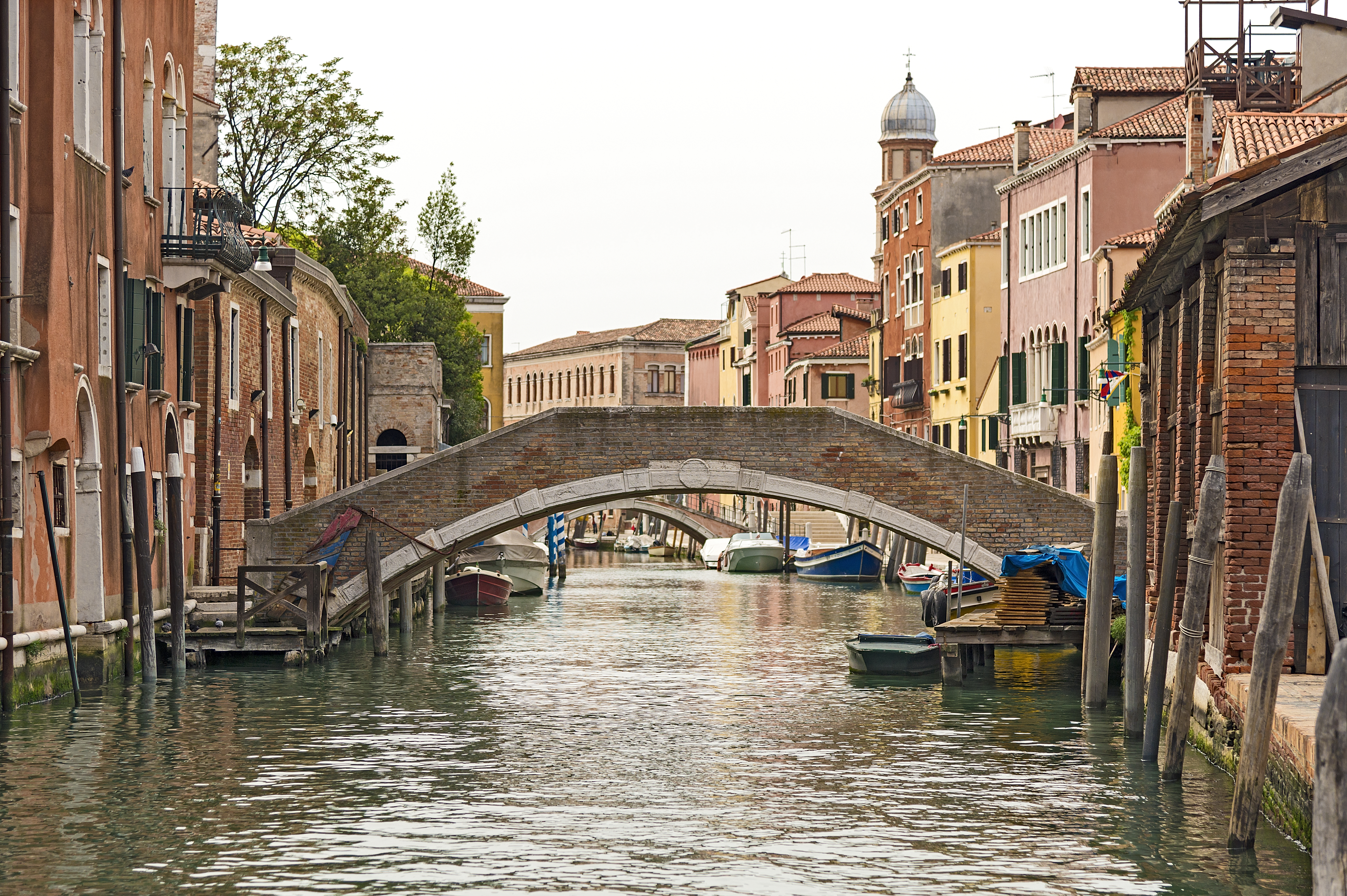
Le pont de la Scoazera